# Латиноамериканська попмузика
Латиноамерика́нська попму́зика (англ. Latin Pop, ісп. Pop Latino) — головний піджанр латиноамериканської музики.

## Опис

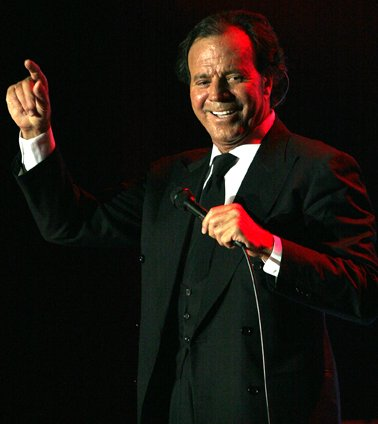
Хуліо Іглесіас — один з найпопулярніших виконавців жанру в 80-ті та 90-ті

В основному латиноамериканська попмузика виконується:
- іспанською та португальською мовами,
- рідше на спанґліші (суміш англійської та іспанської мов),
- в деяких випадках англійською мовою.

Основними інструментами для виконання латиноамериканської музики є:
- іспанська гітара
- акордеон,
- саксофон,
- африканські барабани.

Часто у латиноамериканській поп-музиці використовуються елементи таких жанрів як сальса, самба, банда, фламенко, танго та реггі. Для латиноамериканської поп-музики характерний швидкий ритм. Великий вплив на цей жанр справила африканська музика і зокрема хіп-хоп.